# Ан-Нахль
Ан-Нахль (араб. النحل — Пчёлы) — шестнадцатая сура Корана. Сура мекканская.  Состоит из 128 аятов.

## Содержание
Пчёлы в суре упоминаются в 68 и 69 аятах. Сура начинается с подтверждения угрозы Аллаха о наказании многобожников. Сотворение небес и земли — это лучшее доказательство его могущества. Тут же разъясняется, какие блага дарованы Аллахом людям. В суре указывается на необходимость признательности и благодарности Аллаху Всевышнему за эти блага и поклонения только ему одному. Затем говорится о том, что многобожники отрицательно восприняли призывы к вере в Аллаха Единого.
В суре указывается на различие в уделе, дарованном Аллахом людям, и отмечается, что нет достоинства или заслуг богатого перед бедным. Здесь также говорится о благе сотворения людей — мужчин и женщин — для продолжения рода на основе законного брака. В этой суре излагаются назидания ислама о справедливости, о необходимости выполнения обещаний, отмечается неподражаемость и красноречивость Корана.

Веление Аллаха придёт, и не пытайтесь это ускорить. Преславен Он и превыше того, что они приобщают в сотоварищи! ۝ Он ниспосылает ангелов с духом (откровением) по Своему велению тому из Своих рабов, кому пожелает: "Предостерегайте тем, что нет божества, кроме Меня. Бойтесь же Меня". ۝ Он сотворил небеса и землю во истине. Он превыше тех, кого они приобщают в сотоварищи! ۝ Он сотворил человека из капли, и после этого тот открыто пререкается. ۝ Он также сотворил скот, который приносит вам тепло и пользу. Вы также употребляете его в пищу. ۝ Они украшают вас, когда вы пригоняете их обратно вечерами и выводите на пастбище по утрам. ۝ Они перевозят ваши грузы в края, достичь которых вы могли бы только ценой больших усилий. Воистину, Господь ваш – Сострадательный, Милосердный. 
— Коран 16:1—7 (Кулиев)